# 1323 هـ
1323 هـ هي سنة في التقويم الهجري امتدت مقابلةً في التقويم الميلادي بين سنتي 1905 و1906.

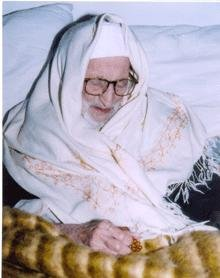
عبد الكريم المدرس

## أحداث
- الملك عبد العزيز يعلن ضم المجمعة تحت حكمه.
- الملك عبد العزيز يعلن ضم بريدة ورياض الخبراء والرس وعنيزة.
- عساف الحسين المنصور العساف الثاني يعلن قطع خدمته مع الشريف حسين.
- معركة عين بن فهيد احد معارك إمارة ال رشيد وانتهت بمقتل ضيف الله بن غازي بن محيا
- ابن رشيد يحارب معركة ضدالملك عبد العزيز اسمها معركة العقيل وقد انتصر الملك عبد العزيز في هذه المعركة واحتل قصر ابن عقيل.

## مواليد
- أحمد أبو بكر النقيب
- مالك بن نبي
- محمد فريد النحاس
- أحمد السباعي
- آرثر آربري
- إميليو غارسيا غوميز
- بديع الزمان الكردستاني
- عبد الحكيم عابدين
- عبد الكريم المدرس
- عبد الله النوري
- عمر رضا كحالة
- محمد البهي
- محمد بن حمود المعيقلي
- محمد نور سيف
- نعمان ثابت

## وفيات
- إبراهيم التنكابني القزويني
- إبراهيم المويلحي
- رشيد أحمد الكنكوهي
- عبد الحسين المرعشي
- علي بن محمد الببلاوي
- ضيف الله بن غازي بن محيا
- محمد القزاح
- وليم موير
- محمد عبده